# Rosa Feola

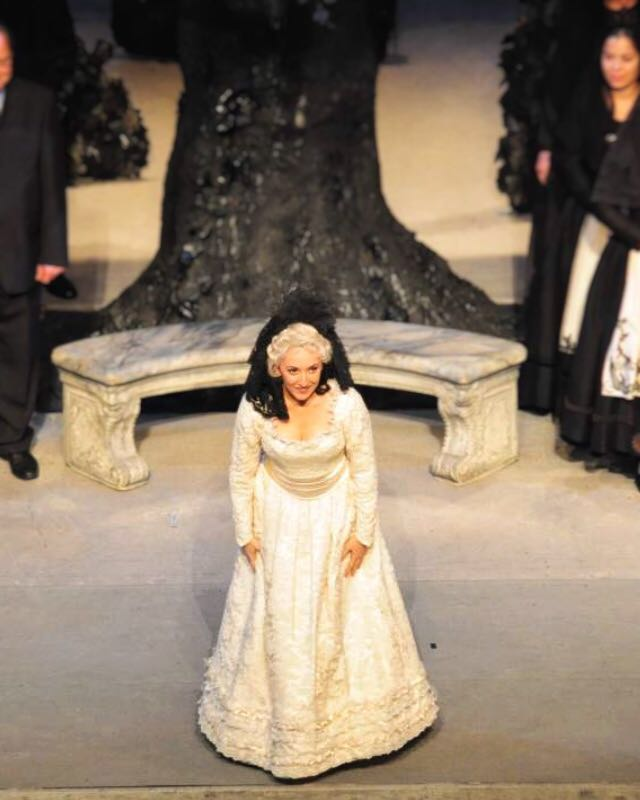
Rosa Feola en Japón, 2016

Rosa Feola (San Nicola la Strada, Caserta, Italia, 21 de mayo de 1986) es una soprano italiana.

## Biografía
Feola nació y creció en San Nicola la Strada, Caserta. Empezó a estudiar piano con su primo cuando tenía cinco años. Posteriormente entró en el coro de la Academia de Música de San Nicolás. Después de estudiar canto con Mara Naddei, y en el Conservatorio Giuseppe Martucci de Salerno en 2008, se perfeccionó en Opera Studio en la Academia Nacional de Santa Cecilia con Renata Scotto, Anna Vandi y Cesare Scarton.
Debutó en el papel de Corinna (El viaje a Reims) con Kent Nagano en la Academia de Santa Cecilia a los 23 años.Ganó el premio especial Zarzuela y el premio Rolex del público en la Operalia de Plácido Domingo en 2010.
Al año siguiente, debutó en el papel de Adina (L'eixir d'amore) en el Teatro dell'Opera de Roma, en el de Susanna (Le nozze di Figaro) en el Teatro La Fenice de Venecia, y en el de Micaëla en (Carmen) en la Deutsche Oper Berlin. Cantó Inez en I due Figaro de Mercadante en el Festival de Salzburgo dirigida por Riccardo Muti con quien ha mantenido una larga colaboración desde entonces.
En 2012, con Muti y la Orquesta Sinfónica de Chicago debutó en los Estados Unidos de América en Carmina Burana de Carl Orff en el Millennium Park de Chicago y en la apertura de la temporada de conciertos del Carnegie Hall de Nueva York. En el Festival de Ravenna, dirigida por Cristina Mazzavillani Muti, debutó como Gilda (Rigoletto), uno de sus papeles favoritos, en el que también debutó en la Opernhaus Zürich (2013), en la Bayerische Staatsoper (2015),en la Lyric Opera of Chicago (2017), y en la Metropolitan Opera de Nueva York (2019).
En 2014, debutó en el Wigmore Hall para la Rosenblatt Recital Series con el pianista Iain Burnside.
En 2016, cantó como Nannetta (Falstaff) en conciertos con la Orquesta Sinfónica de Chicago, bajo la dirección de Muti, con motivo del 400º aniversario de la muerte de William Shakespeare, realizando así su primer recital en Estados Unidos en San Francisco. Participó en los BBC Proms en el Royal Albert Hall de Londres con un concierto de arias de Mendelssohn y Mozart e interpretó a Susanna (Las bodas de Fígaro) para su debut con la Ópera Estatal de Viena. 
En 2017 participó en el Concierto de Año Nuevo del Gran Teatro La Fenice de Venecia dirigido por Fabio Luisi, interpretando música de Bellini, Donizetti, y Verdi. El concierto fue transmitido por RAI y ARTE. Luego debutó en el Teatro alla Scala en La gazza ladra dirigida por Riccardo Chailly con ocasión 200º desde su primera representación en la Scala (1817). 
Feola se unió a Riccardo Muti y a la Orquesta Juvenil Luigi Cherubini para el concierto inaugural del Festival de Rávena 2020 el 21 de junio en la Rocca Brancaleone, interpretando música de Mozart. Este concierto en el histórico espacio al aire libre con las normas de distanciamiento social fue el primer concierto con público en Italia después de casi cuatro meses de encierro debido a la pandemia de COVID-19.
Debutó como Violetta (La traviata) en el Teatro Gabriello Chiabrera de Savona el 16 de octubre de 2020 con la dirección de Renata Scotto, quien debutó con este papel en este teatro en 1952.
El 1 de enero de 2021 participó, junto con su colega tenor Xabier Anduaga, en el prestigioso Concierto de Año Nuevo del Teatro La Fenice de Venecia, dirigido por el director Daniel Harding.

## Vida privada
Casada desde el 9 de diciembre de 2015, con el barítono caserista Sergio Vitale, con quien tiene una hija llamada Renata, Rosa Feola tiene dos hermanos: Carlo, bajo-barítono, y Gianluca, violinista.

## Repertorio
| Personaje          | Título                   | Autor      |
| ------------------ | ------------------------ | ---------- |
| Giulietta Capuleti | I Capuleti e i Montecchi | Bellini    |
| Amina              | La sonnambula            | Bellini    |
| Elvira             | I puritani               | Bellini    |
| Leïla              | Les pêcheurs de perles   | Bizet      |
| Micaëla            | Carmen                   | Bizet      |
| Dircé              | Médée                    | Cherubini  |
| Carolina           | Il matrimonio segreto    | Cimarosa   |
| Adina              | L'elisir d'amore         | Donizetti  |
| Lucia Ashton       | Lucia di Lammermoor      | Donizetti  |
| Serafina           | Il campanello            | Donizetti  |
| Norina             | Don Pasquale             | Donizetti  |
| Olga Sukarev       | Fedora                   | Giordano   |
| Inez               | I due Figaro             | Mercadante |
| Sandrina           | La finta giardiniera     | Mozart     |
| Ilia               | Idomeneo                 | Mozart     |
| Susanna            | Le nozze di Figaro       | Mozart     |
| Zerlina            | Don Giovanni             | Mozart     |
| Servilia           | La clemenza di Tito      | Mozart     |
| Musetta            | La bohème                | Puccini    |
| Lauretta           | Gianni Schicchi          | Puccini    |
| Liù                | Turandot                 | Puccini    |
| Fiorilla           | Il turco in Italia       | Rossini    |
| Ninetta            | La gazza ladra           | Rossini    |
| Corinna            | Il viaggio a Reims       | Rossini    |
| Gilda              | Rigoletto                | Verdi      |
| Violetta           | La traviata              | Verdi      |
| Nannetta           | Falstaff                 | Verdi      |